# Municipio de Monroe (condado de Ringgold)
El municipio de Monroe (en inglés: Monroe Township) es un municipio ubicado en el condado de Ringgold en el estado estadounidense de Iowa. En el año 2010 tenía una población de 111 habitantes y una densidad poblacional de 1,21 personas por km².

## Geografía
El municipio de Monroe se encuentra ubicado en las coordenadas 40°46′7″N 94°4′21″O / 40.76861, -94.07250. Según la Oficina del Censo de los Estados Unidos, el municipio tiene una superficie total de 91.78 km², de la cual 91,44 km² corresponden a tierra firme y (0,37 %) 0,34 km² es agua.

## Demografía
Según el censo de 2010, había 111 personas residiendo en el municipio de Monroe. La densidad de población era de 1,21 hab./km². De los 111 habitantes, el municipio de Monroe estaba compuesto por el 99,1 % blancos, el 0,9 % eran de otras razas. Del total de la población el 0,9 % eran hispanos o latinos de cualquier raza.